# گورمیت چودهری
گورمیت چودهاری (به انگلیسی: Gurmeet Choudhary) (زاده ۲۲ فوریه ۱۹۸۴) بازیگر هندی است.
از فیلم‌هایی که وی در آن نقش داشته است می‌توان به جوخه و دلیلش تویی اشاره کرد.
یکی از بازیگران شناخته شده سینما و تلویزیون هند است و در اجرای هنرهای رزمی هم مهارت دارد. در سال ۲۰۱۷ نام او در لیست ۱۰ نفر اول سکسی‌ترین مردان آسیا در رده هشتم به چشم می‌خورد. چودری فعالیت هنری خود را از سال ۲۰۰۶ آغاز کرد اما در سال ۲۰۰۸ با بازی در نقش الهه «رام» در مقابل دبینا بونرجی که نقش «سیتا» را بازی می‌کرد در سریال افسانه ای «رامایان» به شهرت رسید و با بازی در سریال «ازدواج مجدد» در سال ۲۰۱۲ محبوبیت او دوچندان شد.
او فعالیت سینمایی خود را در سال ۲۰۱۵ با فیلم مهیج روانشناختی «خاموشیان» آغاز کرد و در ۶۱مین دوره جشنواره فیلم فیر نامزد دریافت جایزه بهترین بازیگر تازه وارد مرد به خاطر بازی در این فیلم شد. همچنین وی در پنجمین فصل برنامه تلویزیونی «Jhalak Dikhhla Jaa» که مربوط به رقص و اجرای حرکات موزن بود برنده شد. او در سال ۲۰۱۹ جایزه «Dada Saheb Phalke award» که بالارتبه ترین جایزه سینمایی است به عنوان «مستعدترین بازیگر جوان آینده بالیوود» دریافت کرد.
گورمیت بازیگرچندان پرکاری محسوب نمی شود اما کارهای موفق در کارنامه خود دارد. او در چهار اثر سینمایی تاکنون بازی کرده که «Paltan» در سال ۲۰۱۸ آخرین اثر سینمایی پخش شده از این بازیگر توانمند هندی است. همچنین تعداد سریال های تلویزیونی او هم ۶ اثر می باشد. «ازدواج مجدد» در سال ۲۰۱۳ آخرین سریالی است که گورمیت در آن ایفای نقش کرده است.
گورمیت متولد ۲۲ فوریه سال ۱۹۸۴ میلادی است. او ۱۸۰ سانت قد دارد. این بازیگر ۳۶ ساله بعد از همبازی شدن با دبینا بونرجی در سریال افسانه ای «رامایانا» با او وارد رابطه شد و در سال این زوج هنرمند با هم ازدواج کردند.